# Jessica Hart

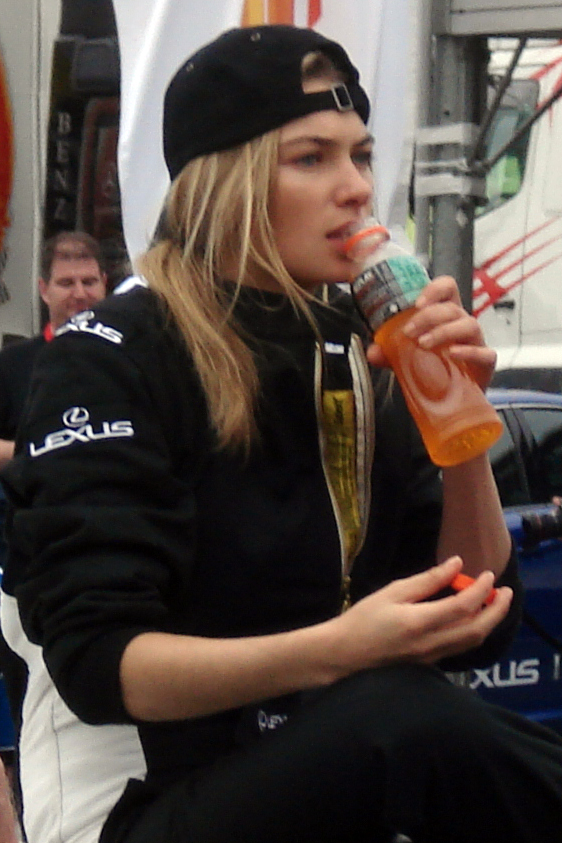
Jessica Hart

Jessica Hart (* 26. März 1986 in Sydney) ist ein australisches Model.
Jessica Hart ist seit 2000 als Model aktiv, nachdem sie einen Wettbewerb der Agentur Chadwick gewonnen hatte. Sie verlegte ihren Wohnsitz nach einigen Jahren nach New York City.
Als Laufsteg-Model lief sie für Dolce & Gabbana, Louis Vuitton oder Marc Jacobs. 2009 war sie in der Sports Illustrated-Swimsuit Issue zu sehen. 2012 und 2013 wirkte sie an den Victoria’s Secret Fashion Shows mit. Als Covergirl war sie auf internationalen Ausgaben der Elle, Vogue und Harper’s Bazaar zu sehen.